# Neoechinorhynchinae
Neoechinorhynchinae is een onderfamilie in de taxonomische indeling van de haakwormen, ongewervelde en parasitaire wormen die meestal 1 tot 2 cm lang worden. De worm behoort tot de familie Neoechinorhynchidae. Neoechinorhynchinae werd in 1917 ontdekt door Ward.

## Geslachten
- Hexaspiron Dollfus & Golvan, 1956
- Mayarhynchus Pinacho-Pinacho, Hernández-Orts, Sereno-Uribe, Pérez-Ponce de León & García-Varela, 2017
- Microsentis Martin & Multani, 1966
- Neoechinorhynchus Hamann in Stiles & Hassall, 1905
- Octospinifer Van Cleave, 1919
- Octospiniferoides Bullock, 1957
- Paraechinorhynchus Bilqees & Khan, 1983

### Synoniemen
- Eorhynchus Van Cleave, 1914 => Neoechinorhynchus Hamann in Stiles & Hassall, 1905
- Eosentis Van Cleave, 1928 => Neoechinorhynchus Hamann in Stiles & Hassall, 1905
- Hebesoma Van Cleave, 1928 => Neoechinorhynchus (Hebesoma) Van Cleave, 1928
- Neorhynchus Hamann, 1892 => Neoechinorhynchus Hamann in Stiles & Hassall, 1905